# Ignac Kavec
Ignac Kavec (ur. 20 lutego 1953 w Lublanie) – słoweński hokeista reprezentujący Jugosławię.

## Kariera klubowa
W czasie kariery reprezentował m.in. HC Alleghe, HK Partizan Belgrad i KHL Medveščak Zagrzeb.

## Kariera reprezentacyjna
W 1976 wystąpił wraz z reprezentacją Jugosławii na igrzyskach olimpijskich w 1976, na których zagrał w 6 meczach, a kadra zajęła 10. miejsce.

## Kariera trenerska
W latach 1989–1991 był grającym trenerem HC Como. We wrześniu 2008 został szkoleniowcem HC Gherdeina, jednakże już 2 miesiące później został zastąpiony przez Thomasa Kostnera.

## Losy po zakończeniu kariery
W lutym 2013 został skazany na dwa lata więzienia za wymuszenia. W październiku 2013 słoweński sąd najwyższy przedłużył wyrok do trzech lat pozbawienia wolności.